# Ernst Reisinger
Ernst Reisinger (* 29. Mai 1884 in München; † 6. Februar 1952) war ein deutscher Pädagoge.

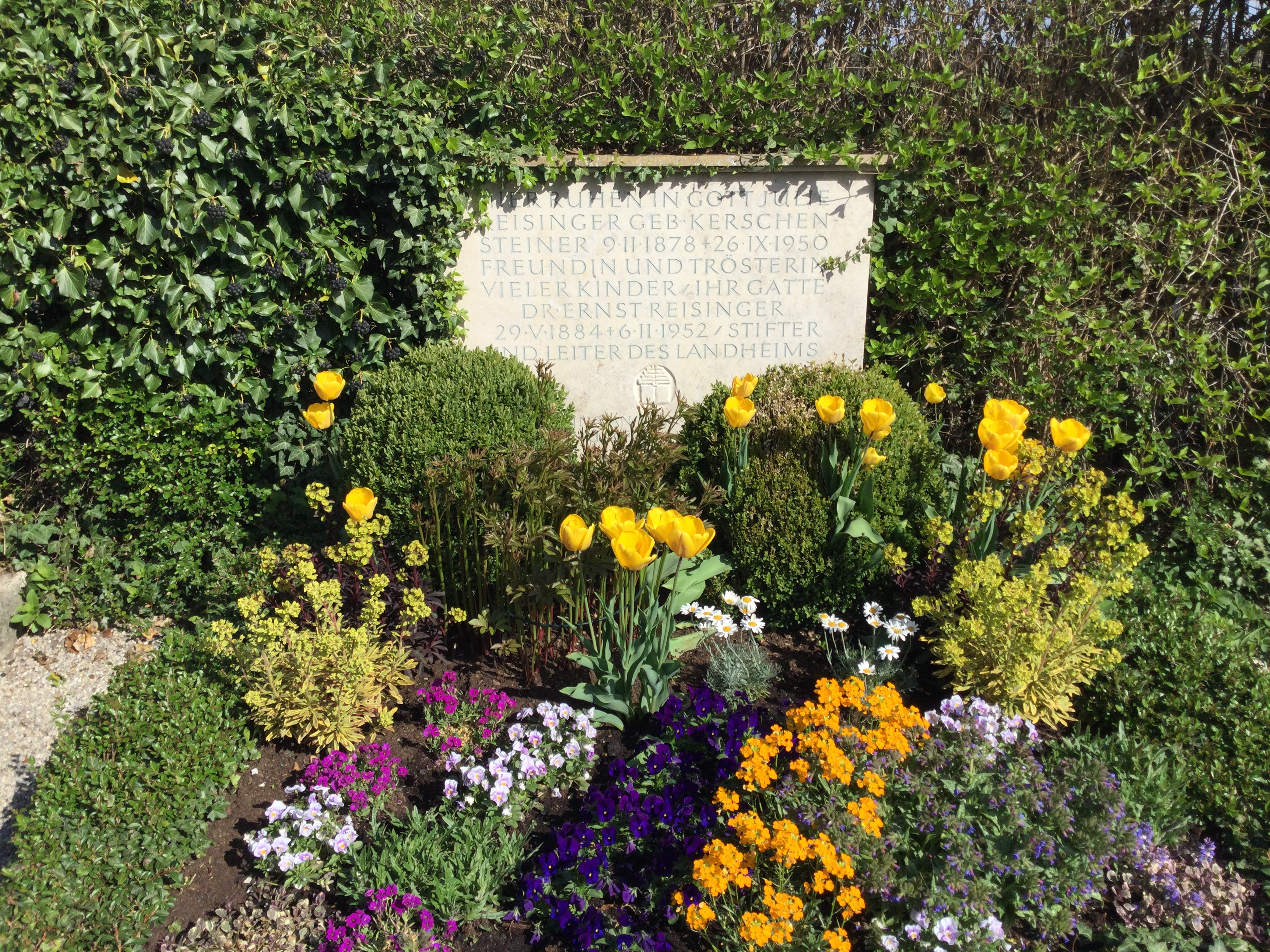
Grabstätte des Ehepaares Reisinger, Friedhof Schondorf

Nach dem Besuch des Maximilians-Gymnasiums in München bis zu Abitur 1903 studierte er in München und wurde am 19. Juli 1909 in Klassischer Archäologie bei Paul Wolters mit einer Arbeit zur Kretischen Vasenmalerei promoviert.
Ab 1918 leitete er mit seiner Frau Julie, geborene Kerschensteiner, das reformpädagogische Landerziehungsheim Schondorf am Ammersee. 1929 wandelten sie die Schule in eine gemeinnützige Stiftung um.

## Schriften
- Kretische Vasenmalerei vom Kamares- bis zum Palaststil. Teubner, Leipzig 1912 (= Dissertation)
- Dr. Wyneken, der "Anfang" und die Freideutsche Jugend. Gmelin, München 1914.
- Die antike Kultur in ihren Hauptzügen (mit Franz Poland und Richard Wagner), Leipzig, Teubner, 1922, 2. Auflage 1925
- Griechenland, Landschaften und Bauten. Schilderungen deutscher Reisender. 2. Auflage. Insel Verlag, Leipzig 1924 (EA Leipzig 1916)
- Goethe für die Jugend. Eine Einführung in Goethes Leben und Werke. Ebner, Ulm 1947.
- Meine Jugend in Alt-Schwabing. München 1952.